# Phtheochroa simoniana
Phtheochroa simoniana es una especie de polilla de la familia Tortricidae. Se encuentra en Italia, España, Portugal, y Marruecos.
La envergadura es de 16–18 mm. Se han registrado vuelos en adultos de febrero a marzo.